# Pommard
Pommard is een gemeente in het Franse departement Côte-d'Or (regio Bourgogne-Franche-Comté) en telt 541 inwoners (2008). De plaats maakt deel uit van het arrondissement Beaune.

## Geografie
De oppervlakte van Pommard bedraagt 10,0 km², de bevolkingsdichtheid is 56,2 inwoners per km².
De onderstaande kaart toont de ligging van Pommard met de belangrijkste infrastructuur en aangrenzende gemeenten.

## Demografie
Onderstaande figuur toont het verloop van het inwonertal (bron: INSEE-tellingen).

## Wijn
Pommard, gelegen in de Côte de Beaune, is vermaard om zijn rode wijn en heeft een eigen Appellation Contrôlée. Een aantal wijnen uit Pommard mogen zich Premier cru noemen.